# 西橋村
西橋村（にしはしむら）は、かつて岐阜県安八郡にあった村である。
現在の大垣市墨俣町上宿に該当する。
かつては鎌倉街道（京〜鎌倉）の宿場町があったが、美濃路が設定されたさいに墨俣宿に移設された。

## 歴史
- 江戸時代初期、天領であった。
- 1615年（元和元年） - 西橋村の一部が尾張藩領となり、西ノ橋村[2]として分立する。
- 1804年（文化元年） - 西橋村は尾張藩領となる。
- 1871年（明治4年） - 西橋村と西ノ橋村が合併し、西橋村となる。
- 1889年（明治22年）7月1日 - 町村制により西橋村発足。
- 1897年（明治30年）4月1日 - 墨俣町、下宿村、二ツ木村と合併し、改めて墨俣町発足。同日西橋村は廃止。
- 1915年（大正4年） - 地名を西橋から上宿に改称。